# Європейська асоціація програмної інженерії
Європейська асоціація програмної інженерії (ЄАПІ, англ. European Association of Software Engineering, EASE) — це об'єднання ІТ і інноваційних компаній України та Європи, які працюють в напрямку розробки програмного забезпечення, UI/UX Design, Hardware, робототехніки, космічної робототехніки, IP-телефонії, хмарних технологій, EdTech, IT-юриспруденції, кібербезпеки тощо.
Серед компаній-резидентів Асоціації є Vymex, Digital Data Consulting, TECHIIA Holding та AllSTARSIT.

## Історія та діяльність
Європейська асоціація програмної інженерії була заснована ІТ-бізнесменом Владиславом Савченком у березні 2020 році з метою об'єднання фахівців галузі та просування українського інформаційного продукту на світовому ринку.
У червні 2020 року Асоціація провела зустріч «IT бренд України в світі», на якій зібрала власників IT-бізнесу, С-Level менеджерів, представників української влади, а також ініціативних студентів в новому форматі.
У серпні 2020 року за підтримки Асоціації 35 ІТ-компаній зібрали 700 робочих місць для колег з Білорусі, яким тоді доводилося гальмувати діяльність через сильні перебої в роботі інтернету та інших сервісів внаслідок протестів у Білорусі.
Європейська асоціація програмної інженерії співпрацює з технічними закладами вищої освіти по всій Україні.
Восени 2020 року Асоціація провела конкурс з розробки проєктів серед студентів технічних вишів Києва, а восени 2021 року — серед студентів технічних вишів Одеси.
З кінця грудня 2020 року й донині Європейська асоціація програмної інженерії створює YouTube-шоу «IT Bar» на своєму каналі. Щовипуску зірки IT та інноваційного бізнесу діляться думками та обговорюють новини зі світу ІТ.
24 березня 2021 року  Асоціація спільно з міжнародним ком'юніті для жінок-лідерів в tech та онлайн-бізнесі Wtech провела зустріч для фахівчинь у сфері ІТ.
Упродовж 2021 року Асоціація провела великі ярмарки вакансій ІТ-компаній України в Запоріжжі, Вінниці та Дніпрі.
За 2021 рік Європейська асоціація програмної інженерії організувала 5 вечірок FuckUp Night by EASE, на яких зібрала власників і топ-менеджерів відомих IT-компаній.
16 вересня 2021 провела перший EASE Business Day на тему Marketing&Sales Management в IT.
На початку жовтня 2021 року Європейська асоціація програмної інженерії представила свій стенд на Expo-2020 в Дубаї.
Впродовж 2021 року Асоціація проводила онлайн екскурсії офісами компаній-резидентів EASE — AMDARIS, Wezom, S-Pro, ALLSTARSIT, DroneUA, MagneticOne.
Асоціація організовує відкриті лекції для фахівців галузі з питань ведення бізнесу, міжнародної співпраці, дизайну, PR та реклами тощо.

## «Перший код»
У грудні 2021 року Європейська асоціація програмної інженерії розпочала фільмування документального фільму про історію українського ІТ «Перший код». Прем'єра запланована на вересень 2022 року.